# The Slipper and the Rose
The Slipper and the Rose (Brasil: O Sapatinho e a Rosa: A História de Cinderela) é um filme britânico de 1976, do gênero musical, dirigido por Bryan Forbes e estrelado por Richard Chamberlain e Gemma Craven.
O filme é uma versão musical da história de Cinderela onde todos, mesmo os atores mais idosos, cantam e dançam. A canção "The Slipper and the Rose Waltz (He Danced with Me/She Danced with Me)" foi indicada ao Oscar. Outras indicações foram concedidas pelo Globo de Ouro e BAFTA.

## Principais premiações
| Patrocinador                                            | Prêmio       | Categoria | Situação |
| ------------------------------------------------------- | ------------ | --- | --- |
| Academia de Artes e Ciências Cinematográficas           | Oscar        | Melhor Canção Original Oscar de Melhor Musical Original                                                                                       | Indicado[carece de fontes?] Indicado[carece de fontes?]                                                         |
| Associação de Correspondentes Estrangeiros de Hollywood | Golden Globe | Melhor Filme em Língua Estrangeira Melhor Trilha Sonora Original                                                                              | Indicado[carece de fontes?] Indicado[carece de fontes?]                                                         |
| British Academy of Film and Television Arts             | BAFTA        | Melhor Ator Coadjuvante - Cinema (Michael Hordern) Melhor Atriz Coadjuvante - Cinema (Annette Crosbie) Melhor Direção de Arte Melhor Figurino | Indicado[carece de fontes?] Indicado[carece de fontes?] Indicado[carece de fontes?] Indicado[carece de fontes?] |
| Academy of Science Fiction, Fantasy & Horror Films      | Saturn       | Melhor Filme de Fantasia Melhores Figurinos                                                                                                   | Indicado[carece de fontes?] Indicado[carece de fontes?]                                                         |

## Elenco
| Ator/Atriz          | Personagem      |
| ------------------- | --------------- |
| Richard Chamberlain | Príncipe Edward |
| Gemma Craven        | Cinderela       |
| Annette Crosbie     | Fada Boa        |
| Edith Evans         | Rainha Viúva    |
| Christopher Gable   | John            |
| Michael Hordern     | Rei             |
| Margaret Lockwood   | Madrasta        |
| Kenneth More        | Camareiro       |
| Julian Orchard      | Montague        |
| Lally Bowers        | Rainha          |